# John Robert Johnston
Prof. Dr. John Robert Johnston ( * 1880 - 1953 ) fue un botánico y destacado micólogo y fitopatólogo estadounidense . Desde la Universidad de Harvard trabajó extensamente en Puerto Rico

## Algunas publicaciones
- 1909. Flora of the islands of Margarita and Coche, Venezuela. Proc. of the Boston Soc. of Natural History 34 ( 7): 163-312
- Arthur, jc; jr Johnston. 1918. Uredinales of Cuba. Memoirs of the Torrey Botanical Club 17: 97-175
- ----. 1911. Primer informe del patólogo. Report. Porto Rico Sugar Producers’ Association Experiment Station 1911: 61-75
- ----. 1911. First report of the pathologist. Yearbook. Sugar Producers’ Association of Porto Rico 1911: 61-74
- ----. 1912. Cultivation of the coconut in Puerto Rico. Ann. Rpt. P.R. Hort. Soc. 1: 47-55
- ----. 1912. Report of the pathologist. Report. Porto Rico Sugar Producers’ Association Experiment Station 2: 23-28
- ----. 1912. Informe del patólogo. Report. Porto Rico Sugar Producers’ Association Experiment Station 2: 24-29
- ----. 1913. Informe del patólogo. Bol. Estac. Exp. Asoc. Prod. Azúcar P.R. 5: 23-26
- ----. 1913. Report of the pathologist. Bull. Exp. Sta. Sugar Prod. Assoc. P.R. 5: 22-24
- ----. 1913. Selección y tratamiento de la semilla de la caña. Bulletin. Porto Rico Sugar Producers’ Association Experiment Station 6: 1-31
- ----. 1913. Selection and treatment of cane seed. Bulletin. Porto Rico Sugar Producers’ Association Experiment Station 6: 1-29
- ----. 1913. Naturaleza de las enfermedades fungoideas de las plantas. Circular. Estación Exp. Asoc. Prod. Azúcar P.R. 2: 3-27, 9 figs.
- ----. 1913. La relación entre el cultivo de la caña y el dominio de las enfermedades fungoideas. Circular. Estación Exp. Asoc. Prod. Azúcar P.R. 3: 3-13
- ----. 1913. The nature of fungus diseases of plants. Circular. Exp. Sta. Sugar Prod. Assoc. P.R. 2: 3-25, 9 figs.
- ----. 1913. The relation of cane cultivation to the control of fungus diseases. Circular. Exp. Sta. Sugar Prod. Assoc. P.R. 3: 3-13.
- ----. 1913. Notes on the fungus diseases of sugar cane in Puerto Rico. Phytopathology 3: 75
- ----. 1915. The entomogenous fungi of Puerto Rico. Bulletin. Porto Rico Agricultural Experiment Station, Insular Station, Río Piedras 10: 1-33, 9 planchas
- ----. 1915. Report Department of Pathology. Report. Board Comm. Agric. P.R. 3: 63-64
- ----. 1917. Bulletin of the US Bureau of Plant Industry 228.
- ----. 1917. History and cause of the rind disease of sugar cane. J. of the Department of Agriculture, Porto Rico 1: 17-45, 1 plancha
- ----. 1918. Algunos hongos entomógenos de Cuba. Memorias de la Sociedad Cubana de Historia Natural ‘Felipe Poey’ 3: 61-82, 2 tabs.
- ----. 1931. Enfermedades y plagas de la piña en la América Tropical. Rev. de Agricultura de Puerto Rico 26 (7): 4-11, 6 figs.
- ----; Ashby, sf, ck Bancroft, w Nowell, ja Stevenson. 1918. Diseases of sugar cane in tropical and subtropical America, especially the West Indies. West Indian Bulletin 16: 275-308, 7 planchas
- ----; sc Bruner. 1918. A Phyllachora of the royal palm. Mycologia 10: 43-44, 1 plancha
- ----; rk Mortimer. 1918. Electrophoretic karyotyping of laboratory and commercial strains of Saccharomyces and other yeasts. Int. J. of Systematic Bacteriology 36 (4): 569-572
- ----.; ja Stevenson. 1917. Sugar cane fungi and diseases of Porto Rico. J. of the Department of Agriculture, Porto Rico 1 (4): 177-264, 13 planchas

### Libros
- 1912. The history and cause of the coconut bud-rot. Ed. USDA, Bureau of plant industry. Bulletin 228. 175 pp.
- 1942.  Patología vegetal, texto para uso de escuelas superiores y técnicas. Ed. Tipografía nacional. Guatemala. ix + 230 pp.

- La abreviatura «J.R.Johnst.» se emplea para indicar a John Robert Johnston como autoridad en la descripción y clasificación científica de los vegetales.[2]